# Canscora diffusa
Canscora diffusa är en gentianaväxtart som först beskrevs av Vahl, och fick sitt nu gällande namn av Robert Brown. Canscora diffusa ingår i släktet Canscora och familjen gentianaväxter. Inga underarter finns listade i Catalogue of Life.